# استان بایان‌خونغور
استان بایان‌خونغور (به زبان مغولی: Баянхонгор аймаг، [Bajanxongor ajmag]؛ ᠪᠠᠶᠠᠨ ᠬᠣᠩᠭᠣᠷ ᠠᠶᠢᠮᠠᠭ، [bayan qoŋɣor ayimaɣ]) یکی از استان‌های مغولستان است.

## خصوصیات
استان بایان‌خونغور ۱۱۵٬۹۷۷٫۸۰ کیلومترمربع مساحت و ۸۹٬۶۴۳ نفر جمعیت دارد.